# Pseudolabrus guentheri
Espèce
Statut de conservation UICN

 LC  : Préoccupation mineure
Pseudolabrus guentheri est une espèce de poisson du genre Pseudolabrus, appartenant à l'ordre des Perciformes, et à la famille des Labridae. 